# Імператор Ґо-Ітідзьо
Імператор Ґо-Ітідзьо́ (яп. 後一条天皇, ごいちじょうてんのう, го-ітідзьо тенно; 12 жовтня 1008 — 15 травня 1036) — 68-й Імператор Японії, синтоїстське божество. Роки правління: 24 березня 1016 — 15 травня 1036. Ім'я перекладається як «Пізній Ітідзьо», тому його деякі історики називають Ітідзьо II.
Другий син імператора Ітідзьо. Його матір'ю була імператриця Сьосі, донька Фудзівара но Мітінаґи. Замолоду звався принц Ацухіра. 1011 року оголошено спадкоємцем трону, також став зватися принцем Ацунарі. 1012 року пошлюбив свою тітку — Ісі, доньку Фудзівара но Мітінаґи.
1016 року після зречення імператора Сандзьо стає новим правителем. При цьому Фудзівара но Мітінаґа призначається на посаду сессьо (регента), яку 1017 року через стан здоров'я передав своєму синові Фудзівара но Йоріміті. Останній 1019 року після гемпуку імператора (церемонії повноліття) став кампаку, зберігши владу над державою до кінця правління Ґо-Ітідзьо́.
1019 року відбувся потужний напад китайських піратів на о.Кюсю. 1028 року у провінції Кадзуса повстав Тайра но Тадацуне, якого вдалося перемогти лише у 1030 році.
Помер 1036 року від діабету. Трон перейшов до його молодшого брата принца Ацунаґі, що став відомий як імператор Ґо-Судзаку.